# Moses und Aron
Moïse et Aaron
Pour les articles homonymes, voir Moses.
Moses und Aron (en français Moïse et Aaron) est un opéra en trois actes d'Arnold Schönberg, sur un livret en allemand du compositeur tiré du livre biblique de l'Exode, créé en 1957 à Zurich. La musique du troisième acte n'a pas été achevée.

## Historique
Moses und Aron est inspiré d'un livre paru en 1926, Der biblische Weg (« La Voie biblique »), écrit en réaction à l'antisémitisme croissant en Allemagne. Schönberg subit cet antisémitisme en 1921 à Mattsee, près de Salzbourg, dont il est chassé parce que considéré comme juif, malgré sa conversion au protestantisme en 1898. En 1933, il se reconvertit au judaïsme à la synagogue de la rue Copernic, à Paris, avec comme témoin Marc Chagall. Schönberg pense tout d'abord tirer de l'ouvrage un oratorio avant de choisir la forme de l'opéra.
Composé entre 1930 et 1932, la partition est inachevée, et seuls les deux premiers actes sur les trois prévus sont mis en musique. Il reste quelques traces et esquisses de la musique du troisième, qu'a laissé le compositeur, bien que le livret soit complet. L'inachèvement de l'ouvrage n'est pas explicable par la situation d'Arnold Schönberg puisqu'il continue de composer pendant encore vingt années et manifeste l'envie de l'achever.
L'opéra n'est créé qu'après la mort du compositeur, le 12 mars 1954 à Hambourg sous la direction d'Hans Rosbaud, avec Hans Herbert Fiedler (Moïse) et Helmut Krebs (Aaron) dans une version de concert qui donne lieu à un enregistrement, et le 6 juin 1957 à Zurich en version scénique avec le même chef d'orchestre et Helmut Melchert (Aaron). L'accueil du public est alors enthousiaste.
L'opéra est monté en France en 2015 à l'Opéra de Paris sous la direction de Philippe Jordan et mis en scène par Romeo Castellucci.

## Description
Moses und Aron est un opéra en allemand en trois actes et neuf scènes inachevé. Le personnage de Moïse apparaissait à Heinrich Heine, puis à Theodor Herzl dont s'inspira Schönberg, comme l’« incarnation idéale d'un rédempteur national et spirituel ». L'ouvrage explore le thème de la recherche de Dieu et de la qualité de son existence.
La musique de l'ouvrage est écrite en empruntant la forme du dodécaphonisme, technique mise au point par le compositeur lui-même depuis 1923, donnant une importance égale aux douze notes de la gamme chromatique. Il s'agit de la première occurrence de l'utilisation du sérialisme dans un ouvrage de si grande ampleur. Pour la voix, le compositeur choisit de faire s'exprimer le personnage de Moïse par le Sprechgesang, une forme de chanté-parlé symbolisant son intériorité, tandis que Aaron est un ténor lyrique puissant, cristallisant sa valeur de héros extraverti. La voix de Dieu est représentée par un chœur de six solistes et un autre parlé, ainsi qu'un mixte qui joue le rôle du Buisson ardent.
L'opéra comprend un ballet, la danse devant le Veau d'or dans le deuxième acte.

### Personnages
Les rôles de Moses und Aron comprennent les personnages suivants :
| Rôle               | Voix    | Créateur1957 - Zurich |
| ------------------ | ------- | --------------------- |
| Moïse              | basse   |                       |
| Aaron              | ténor   | Helmut Melchert       |
| Une jeune fille    | soprano |                       |
| Un jeune homme     | ténor   |                       |
| Un homme           | baryton |                       |
| Un prêtre          | basse   |                       |
| Une femme invalide | alto    |                       |
| Un éphraïmite      | basse   |                       |

## Argument

### Acte I
Moïse, en présence du Buisson ardent, reçoit de Dieu la mission de devenir un prophète et de libérer Israël de l'esclavage en Égypte. Moïse demande à Dieu d'être épargné d'une telle tâche, il est vieux et il se sent incapable de parler au peuple. Dieu le rassure, il introduira des mots dans son cœur et il lui ordonne de trouver son frère Aaron. Dans le désert Moïse rencontre Aaron, qui lui servira de porte-parole pour expliquer ses difficiles idées au peuple d'Israël. Très vite ils commencent à mal se comprendre.
Dans la communauté israélite beaucoup ont du mal à croire dans un dieu qu'ils ne voient pas. Pour inciter le peuple à les suivre, Aaron prend le Bâton de Moïse et en le jetant par terre, celui-ci se transforme en serpent, ensuite le serpent se lève et le bâton retrouve son état originel. Un deuxième miracle est par la suite accompli, la main de Moïse devient lépreuse, mais après l’avoir placée sur son cœur, celle-ci se soigne complètement. Le peuple s'enthousiasme devant ces prodiges et il est prêt maintenant pour suivre Aaron et Moïse mais un prêtre intervient pour les arrêter. Alors Aaron accomplit un troisième miracle, il transforme l'eau du Nil en sang. Quand l'eau redevient claire, Aaron leur promet de les amener à la terre promise.

## Discographie sélective
- Hermann Scherchen (dir.), Orchestre de l'opéra d'État de Berlin, Opéra d'Oro
- Georg Solti (dir.), Franz Mazura (Moses), Philip Langridge (Aron), Orchestre symphonique de Chicago, Decca
- Pierre Boulez (dir.), Orchestre symphonique de la BBC et chœurs de la BBC, Sony Music
- Michael Gielen (dir.), Orchestre de la Radio autrichienne et chœurs de la Radio autrichienne, ORF, Philips

## Représentations notoires
- 2015 : Opéra Bastille[3] : Philippe Jordan (direction), José Luis Basso (chef de chœur) ; avec Thomas Johannes Mayer (Moïse), John Graham-Hall (Aaron), Orchestre et Chœurs de l’Opéra de Paris, Maîtrise des Hauts-de-Seine, Chœur d’enfants de l’Opéra de Paris ; Romeo Castellucci (mise en scène), Cindy Van Acker (chorégraphie)

## Adaptation
Une adaptation cinématographique a été réalisée en 1975 par Jean-Marie Straub et Danièle Huillet.